# Gran Premi de Lunel
El Gran Premi de Lunel va ser una competició ciclista francesa que es disputa el 27 d'octubre de 1990. Va consistir en una cursa contrarellotge pels voltants de la vila de Lunel.
Se la va conèixer també com a Contrarellotge de Lunel o Final de la Copa del Món, ja que va ser l'última prova de la Copa del Món de ciclisme de 1990.

## Classificació final
| Pos. | Ciclista                | Equip               | Temps     |
| ---- | ----------------------- | ------------------- | --------- |
| 1    | Erik Breukink (NED)     | PDM-Ultima-Concorde | 1h 2' 48" |
| 2    | Tony Rominger (SUI)     | Château d'Ax        | + 34"     |
| 3    | Federico Echave (ESP)   | Clas-Cajastur       | + 41"     |
| 4    | Eric Van Lancker (BEL)  | Panasonic-Sportlife | + 1' 06"  |
| 5    | Charly Mottet (FRA)     | R.M.O.-Mavic        | + 1' 20"  |
| 6    | Steve Bauer (CAN)       | 7 Eleven-Hoonved    | + 1' 29"  |
| 7    | Rolf Soerensen (DEN)    | Ariostea            | + 1' 43"  |
| 8    | Gianni Bugno (ITA)      | Château d'Ax        | + 1' 46"  |
| 9    | Marino Lejarreta (ESP)  | ONCE                | + 2' 08"  |
| 10   | Adri van der Poel (NED) | Weinmann-SMM Uster  | + 2' 16"  |